# 1949 Messina
1949 Messina је астероид главног астероидног појаса чија средња удаљеност од Сунца износи 2,382 астрономских јединица (АЈ).
Апсолутна магнитуда астероида је 13,4.